# 1271 Isergina
Az 1271 Isergina (ideiglenes jelöléssel 1931 TN) a Naprendszer kisbolygóövében található aszteroida. Grigorij Neujmin fedezte fel 1931. október 10-én.